# Liste der Monuments historiques in Levens
Die Liste der Monuments historiques in Levens führt die Monuments historiques in der französischen Gemeinde Levens auf.

## Liste der Bauwerke
| Bezeichnung                  | Beschreibung                                                | Standort                   | Kennzeichnung | Schutzstatus | Datum | Bild           |
| ---------------------------- | ----------------------------------------------------------- | -------------------------- | ------------- | ------------ | ----- | -------------- |
| Abbaye de la Madone-des-Prés | ehemalige Klosterkirche, zweite Hälfte des 11. Jahrhunderts | Chemin de la Madone (Lage) | PA00080749    | Classé       | 1965  | weitere Bilder |
| Kirche St-Antonin            | Erbaut im 12. Jahrhundert                                   | (Lage)                     | PA00080750    | Inscrit      | 1941  | weitere Bilder |
| Passage                      |                                                             | an der rue Anfossi (Lage)  | PA00080751    | Inscrit      | 1942  | weitere Bilder |
| Befestigungsanlagen          |                                                             | (Lage)                     | PA00080752    | Inscrit      | 1942  | weitere Bilder |

## Liste der Objekte
Zum Verständnis siehe: Kirchenausstattung
- Monuments historiques (Objekte) in Levens in der Base Palissy des französischen Kultusministeriums